# Mitzi McCoy
Mitzi McCoy var den första syndikerade dagspresserien av Kreigh Collins, skaparen av Roland den Djärve (Kevin the Bold, publicerad på svenska även med titeln Falcon Stormfågeln). Collins var 40 år gammal när han tecknade söndagsserien Mitzi McCoy, i nära samarbete med Ernest Lynn, redaktör på syndikatet NEA, som gärna bidrog med utvecklande synpunkter.
Mitzi McCoy debuterade 7 november 1948, och gick sedan varje söndag i många dagstidningars seriesektioner till 24 september 1950. Serien övergick sedan i Roland den Djärve.
Titelfiguren i serien är en ung societetskvinna, dotter till en lokal pamp i den lilla pittoreska staden Freedom. Utseendemässigt var hon inspirerad av den dåvarande populära filmstjärnan Rita Hayworth.
Serien utmärker sig, liksom senare Kevin the Bold, genom sina drivna teckningar som skildrar såväl människor och natur som animerad action. Mitzi McCoy har detaljrika bilder med stämningsfull atmosfär.
Efter den inledande episoden med Mitzi McCoy i fokus utvecklar sig serien till att handla om olika figurer på orten, som turas om att vara i handlingens centrum. Serien är fylld av olika spännande actionfyllda episoder som har omväxlande övergångar med mer humoristiska mellanspel.